# Neonila Salova
Neonila Mikhaïlovna Salova (en russe : Неонила Михайловна Салова) née en 1860, à Novye Tchechouïki, dans l'Empire russe, et morte en 1941, à Tchita (?), en Union soviétique est une révolutionnaire russe, membre de Narodnaïa Volia et du parti socialiste révolutionnaire.

## Biographie
Neonila Mikhaïlovna est née en octobre 1860 dans le village de Novye Tchechouïki, dans le volost cosaque de Staro-Tchechouïki de l'ouïezd de Mgline du gouvernement de Tchernigov, dans une famille noble. En 1877, elle termine le lycée de jeunes filles de Tchernihiv et s'inscrit aux cours d'aide-médecin à Saint-Pétersbourg, et se rapproche des milieux révolutionnaires,.
Elle rencontre des militants de Narodnaïa Volia, comme Sofia Perovskaïa, Maria Olovennikova, Véra Figner, membres du comité exécutif, ou Alexandre Kviatkovski, responsable de son organisation ouvrière. Elle fait de la propagande auprès des ouvriers, mais est contrainte de cesser. À l'été 1880, elle entre à Narodnaïa Volia et dans son organisation étudiante, où elle milite auprès des jeunes en formation.
En 1881, elle obtient son diplôme d'aide médecin. En 1882, elle se rend à Kharkov, puis à Odessa,. Elle y est un des leaders de l'organisation régionale du parti,. À la fin octobre 1882, missionnée par Véra Figner, elle se rend en Suisse et remet à Lev Tikhomirov une proposition de Nikolaï Mikhaïlovski de négocier avec la sainte drougine (ru) dans le but d'obtenir une constitution, les libertés politiques et la libération des prisonniers politiques,.
Elle participe à Paris au congrès de Narodnaïa Volia de 1884, et est élue à la commission administrative. En mars 1884, avec d'autres membres de cette commission administrative, Herman Lopatine (ru) et Vassili Soukhomline, elle revient en Russie, et participe aux négociations avec le Jeune parti de la volonté Populaire (ru),,, Selon Soukhomline, ses interventions se distinguent par leur caractère amical et confiant, et permettent de surmonter la scission.
Elle est arrêtée le 6 octobre 1884. Elle passe un an et demi dans la forteresse Pierre-et-Paul, puis est transférée dans une maison de détention provisoire. En juin 1887 elle est jugée lors du Procès des vingt et un (ru) et est condamnée à la peine de mort, peine commuée en vingt ans de bagne. Elle est envoyée à Oust-Kara (Oust-Karsk (ru)) en Sibérie. En 1892, elle est transférée dans une équipe libre, en 1898, elle s'installe à Tchita.
Elle se trouve à Tchita pendant la révolution russe de 1905. En 1906 et 1907,  elle est membre du comité local du parti socialiste révolutionnaire. Pendant la révolution de 1917 et la guerre civile, elle est en Extrême-Orient. Elle vit ensuite à Poltava, en Ukraine. Elle écrit ses mémoires dans le milieu des années 1920.
Elle est victime des répressions staliniennes et est arrêtée en 1935 par le NKVD. Elle serait morte en 1941 à Tchita.

## Famille
- Nicolas Vassiliévitch Iatsevitch (1861-1910 ou 1912), révolutionnaire russe, condamné politique aux travaux forcés, a été son mari.